# Musse Pigg bland indianer
Musse Pigg bland indianer (engelska: Pioneer Days) är en amerikansk animerad kortfilm med Musse Pigg från 1930.

## Handling
Musse Pigg och Mimmi Pigg har slagit upp ett läger i naturen, omedvetna om att de är förföljda av indianer. När indianerna börjar attackera passar de på att kidnappa Mimmi.

## Om filmen
Filmen är den 24:e Musse Pigg-kortfilmen som producerades och den nionde och sista som lanserades år 1930.
Det finns två versioner av filmen, en originalversion från 1930 och en nedklippt version från 1940 där man kortat ner filmens slutscen.
Filmen hade svensk premiär den 17 augusti 1931 på biografen Palladium i Stockholm.

## Rollista
- Walt Disney – Musse Pigg
- Marcellite Garner – Mimmi Pigg[5]